# どぶろく

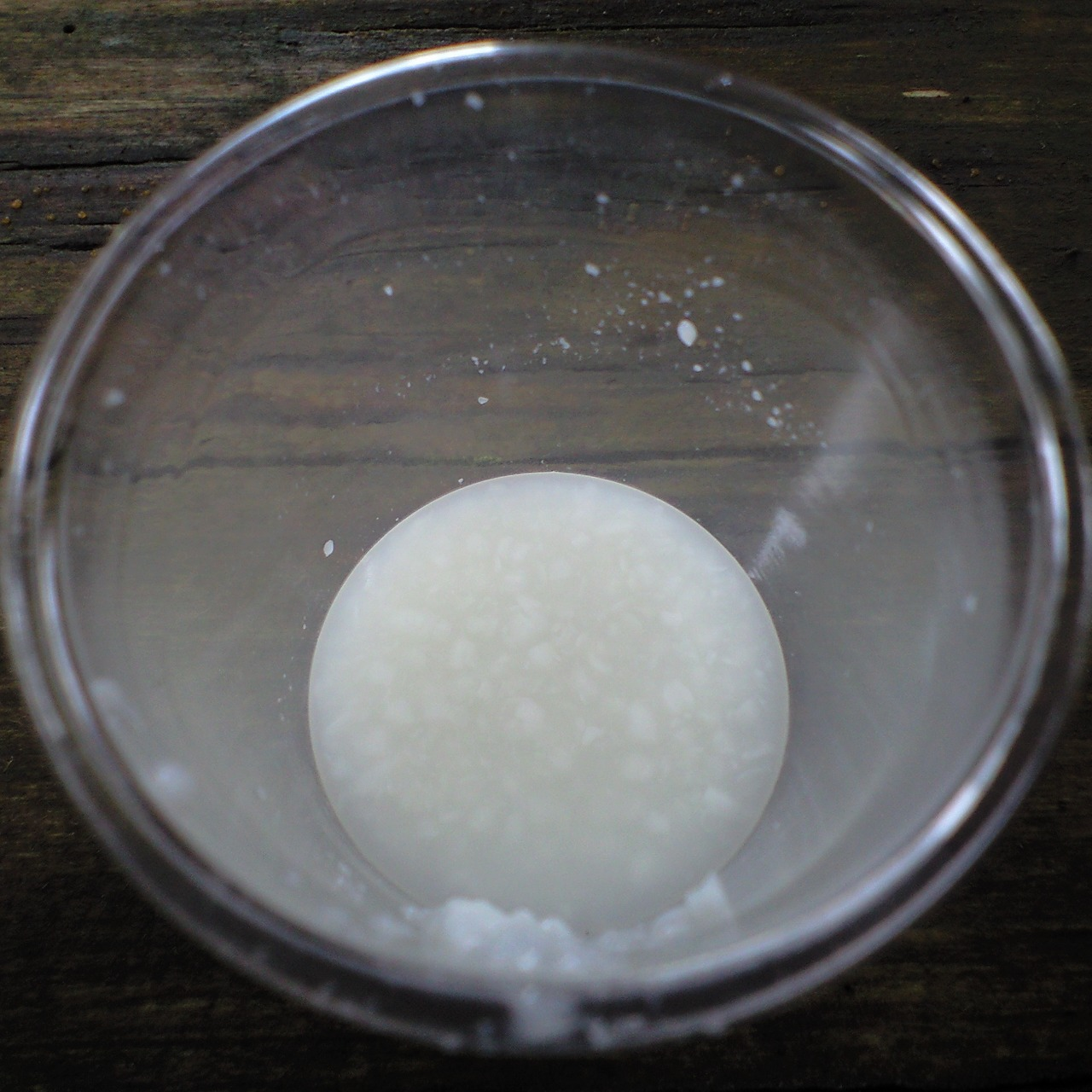
どぶろく（酒税法に基く届出醸造品）

どぶろく（濁酒、濁醪）とは、日本の伝統的な酒のうち、米と米麹と水を原料として発酵させただけで漉す工程を経ていない酒。
もろみ酒、濁り酒（にごりざけ）、濁酒(だくしゅ)、白馬（しろうま）ともいう。濁醪（だくろう）、どびろく（酴醿醁）の転訛とも言われる。ただし、「濁り酒」は広義には清酒メーカーの販売している「濁り酒」のように漉す工程を含むものがあり法令などの分類上「どぶろく」とは異なるものもある。

## 概説
日本酒は一般には米と水を原料に醸造によって作られる伝統的な酒をいう。「清酒」は本来は澄んだ酒のことであり、その対義語が濁った酒を意味する濁酒（だくしゅ）である。この濁酒（だくしゅ）は漉す工程を経ていない酒であり、これが一般的に「どぶろく」と呼ばれている。清酒に比べると未発酵の米に含まれる澱粉や、澱粉が分解した糖により、ほんのり甘い風味を帯びている。また、アルコール度は清酒と同程度の14 - 17度にもなるため、口当たりが良く、飲み過ごして悪酔いしやすい。
日本におけるどぶろく作りの歴史は稲作とほぼ同起源であるといわれている。どぶろくの起源については諸説あり、中国の揚子江/黄河流域の稲作文化の直接伝播（紀元前3500年ごろ）に伴って伝わったという説や自然発酵による独自の発生説など諸説ある。3世紀後半の『魏志倭人伝』には倭人は酒を嗜むといった記述がある。
どぶろくの語源は定かではない。平安時代以前から米で作る醪の混じった状態の濁酒のことを濁醪（だくらう）と呼んでいたのが訛って、今日のどぶろくになったと言われる。11世紀半ば成立と考えられる藤原明衡の著書『新猿楽記』のある写本に濁醪の語が見える。
明治時代は酒税は政府の主要な財源であり、どぶろくの製造は税収に影響を与えることから日本では酒税法により禁じられた。密造酒となったことから地方では隠語で呼ばれることも多くどぶや白馬（しろうま）、溷六（どぶろくまたはずぶろく）といった呼び名も残されている。なお溷六と書くと、泥酔状態にある酔っ払いのことを指す別の言葉にもなる。

## 法令

### 表示
日本の現行の酒税法では、酒類は発泡性酒類、醸造酒類、蒸留酒類、混成酒類の4種類に分けられる（酒税法2条2項）。このうち醸造酒類は清酒、果実酒、その他の醸造酒の3つに分類される（酒税法3条4項）。米と米麹と水を原料として発酵させただけで漉す工程を経ていない濁酒（だくしゅ、どぶろく）は、日本の酒税法第3条第19号の「その他の醸造酒」に分類される（「濁り酒」のうち漉す工程を含むものは酒税法上これに該当しない）。旧酒税法や一部の財務省令では「濁酒」、その後は「雑酒」のうちの「その他の雑酒」に分類されていた。

### 規制

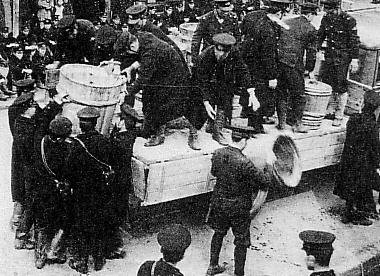
高田ドブロク事件で押収されるドブロク

酒税法に基づく酒類であるため、醸造にあたっては国税庁への許可申請が必要となっており、許可を得られれば、どぶろくの醸造を行うことができる。税法上の罰則として、酒類製造免許なく製造すると、10年以下の懲役または100万円以下の罰金刑である（酒税法54条1項）。
日本では、古来より来期の豊穣を祈願するため、どぶろくを作ってお供えする風習があり、現代でも40以上の神社でどぶろく祭等が行われている。このような宗教的行事におけるどぶろくの製造は、濁酒の製造免許を受けて行われており、原則として神社の境内等の一定の敷地内から持ち出すことが禁じられている。
規制に関しては、どぶろくは日本の伝統食文化であり、これを禁ずるのは精神的自由権、職業選択の自由など日本国憲法に違反するとして、酒づくりの自由化を主張したどぶろく裁判なども行われた。この裁判で原告の前田俊彦は敗訴したが、その後も自家醸造の自由化を求める動きも根強く、どぶろく特区が設置されるなどの動きもある。
なお、フランスやドイツ、イタリアなどでは自家醸造を禁止したことはなく、かつて自家醸造を禁止していたイギリスは1963年に、同じく禁止していたアメリカ合衆国も1979年に解禁した。なお、アメリカではワインの自家醸造は1933年に解禁されている。
韓国では日本のどぶろくに相当する「濁酒」などがあったが、大韓帝国は酒造及び販売の管理として1909年2月13日の酒造法制定し、密造を禁止する。日本統治になり朝鮮総督府もまた酒税令を発布し、酒造には届け出と認可が必要としたが、朝鮮の酒造り自体は禁止していない。例えば京城（ソウル）で一番大きいお酒工場中の一つであった天一醸造場は、1913年1月22日に朝鮮総督府から朝鮮の濁酒及び薬酒の兔許を受けており、1917年4月に改定された酒税令に根拠して焼酒製造兔許も得て朝鮮の薬酒・濁酒・焼酎を製造して販売をしているように、許可と登録さえすれば朝鮮の酒造りも推奨している。ただし、密造酒が横行し本来は薬になるはずの薬酒も毒になっていた酒もあり、密造酒の取締りは強化されている。戦前では、密造酒は禁止されているが、朝鮮酒そのものの製造は禁止されておらず、現在は韓国伝統酒としている安東燒酒も日本統治時代に生まれた酒である。
戦後、日本から独立した後には、1950年李承晩政府は米保護政策として米で酒を造ることを制限する「糧穀管理法」を制定・実施、さらに1962年朴正煕政府はご飯で食べる米も不足な状況で米でお酒をつけることを不満に思った。結局その年12月4日当時財務部長官は薬酒製造に40%以上を雑穀で置き換えることを行政措置で発表した。1965年にはこの政策がさらに強化されたし、8月4日農林部では酒に米や雑穀の使用も一切禁止してさつまいも澱粉のみを使うように立法取り計いを取った。しかし、アメリカからの要請で小麦粉からの醸造が解禁された後、1992年にはコメによる醸造も解禁されており（詳細はマッコリ#変遷参照）、マッコリの自家醸造キットなども販売されている。中国では、販売しなければ自家醸造は自由である。日本ではどぶろく作りを解禁しようという動きもあるものの、解禁には至っていない。

#### 明治酒税法とどぶろく
どぶろくは酒蔵だけでなく、かつては各家庭、農家などでも一般に製造されていた。しかし明治年間に入ると、酒造税（1940年以後、酒税）が制定され、やがてどぶろくの自家醸造も禁止された。自家醸造を禁止した理由は日清・日露戦争で酒税の大増税を繰り返した際にその負担に耐え切れないとする醸造業者に増税を許容してもらうための一種の保護策であったとも考えられている。
明治時代においては酒造税は政府の主要な税収源であり、酒税は国の税収の3分の1に達し、国税3税のひとつといわれた。酒造税制定前後には造酒税増税へ抗議した酒屋会議などの動きがおこり、植木枝盛ら自由民権運動とも結びついていたが、政府は制裁的にさらに増税した。その後、松方財政による米価低迷が日本酒の価格下落を招き、運動は停滞していった。だが、酒造業者の経営不振はやがて税収減少に跳ね返ることとなり、政府はどぶろくなどの自家醸造禁止などの酒造業者保護策を打ち出して酒造業者との妥協策を探る方向に転換した。
こうして、農家などで自家生産・自家消費されていたどぶろく作りが酒税法により禁止され、現在に至っている。しかし家庭内で作ることのできる密造酒でもあるため摘発は非常に難しく、米どころと呼ばれる地域や、酒を取り扱う商店等の少ない農村などで、相当量が日常的に作られ消費されていたともいわれる。

#### どぶろく裁判と自家醸造自由化運動
どぶろくの自家醸造、酒つくりの自由化運動を推進し、1981年には著書『ドブロクをつくろう』（農文協）を発表した前田俊彦が1984年に酒税法違反容疑で起訴され、控訴上告した通称どぶろく裁判が行われた。裁判で前田は、食文化の一つであるどぶろくを、日本国憲法で保障された人権における幸福追求の権利であると主張し、自家生産・自家消費・自家醸造の是非、また、酒税法で設けられた様々な制限が、大量生産が可能な設備を保有できる大資本による酒類製造のみを優遇し、小規模の酒類製造業が育たないようにしているとも主張した。裁判は最高裁判所にまで持ち込まれ、1989年12月14日に「製造理由の如何を問わず、自家生産の禁止は、税収確保の見地より行政の裁量内にある」として、酒税法の合憲判断と前田の有罪判決が確定した。
しかし、元国税庁醸造研究所や東京国税局鑑定官を務めた穂積忠彦も1994年に『酒つくり自由化宣言』を刊行し、酒税法は時代遅れの悪法であると主張した。このほか、日本大学法学部教授の甲斐素直は「自分の造った酒を自由に飲む権利」は精神的自由権に属するものであるとし、またどぶろく裁判の最高裁判例が租税を根拠としたことについて、明治30年時点で酒税は国の税収の3分の1に達するほどの比重を持っていたが、近年では1兆円程度で推移し総税収の1〜2%の比重しかなく、「酒税法を取り巻く環境は急速に変化しつつあり、その中で、自己消費目的の酒作りを、依然として明治時代の発想のままに規制する根拠が存在するのかは、大いに疑問とされるようになってきている。審査基準として明白性基準を採用した状況下においても、純然たる自己消費目的の酒造りが、国の税収を大きく左右するような可能性は全く失われた今日、明白に違憲とみなすことは十分に可能と言うべきであろう」との見解をのべている。
また、酒税法が定める酒類製造業・酒類販売業における免許制度については、日本国憲法第22条 ｢職業選択の自由」の観点からも批判されている。1998年（平成10年）には酒類販売免許制事件の最高裁判所で酒税法10条11号での酒類製造免許の規定について「原則的規定を機械的に適用さえすれば足りるものではなく、事案に応じて、各種例外的取扱いの採用をも積極的に考慮し、弾力的にこれを運用するよう努めるべきである」と判決が出ている。

## 製造方法
※日本国内にて、家庭で製造・自家消費する場合でも、無免許製造した場合、酒税法により処罰される。製造には各種の申告義務を課されるので要注意
1. よく研いだ白米を水に浸し、少量の飯を布袋に包み同じ容器に浸す
2. 1日1回浸けた袋を揉む
3. 3日程度置き、甘酸っぱい香りがしてきたら、水（菩提酛）と米を分け、米を蒸す
4. 蒸した米を30℃程度に冷やしてから米麹を混ぜ、取り置いた菩提酛と水を加える（初添え）
5. 1日1回かき混ぜ、2日程度置く
6. 白米を蒸し、30℃程度に冷やしてから麹と水を混ぜ、加える（中添え）
7. 翌日も同様に仕込む（留添え）
8. 1日1回かき混ぜ、1・2週間発酵させる（布巾などで漉した場合は、酒税法上「清酒」に該当する）

菩提酛には乳酸菌と出芽酵母（以下、酵母と表記）が含まれ、乳酸菌の生成する乳酸が雑菌の発生を抑え、麹の分解酵素により生成された糖を酵母が分解しエタノールが生成される（並行発酵）。また、米・麹の投入を複数回に分けることにより、糖度及びエタノール度数の高さによる酵母への影響を抑えて、度数の高い酒の製造を可能にしている（複発酵）。一部では、発酵を安定促進させるために工場由来の培養酵母を加えたり、少量のヨーグルトを加えることもある（ヨーグルトを加えた場合は酒税法上、「その他の醸造酒」の「濁酒」以外の酒類に該当する場合がある）。酵母は市販のパン用ドライイーストでも構わないが、辛口の酒を造るには耐アルコール性の高い清酒用の酵母が適している。なお発酵途中には炭酸ガスが発生するため、ガス抜が可能な容器が使用される。

## 地域とどぶろく

### どぶろく特区
豊穣祈願などの宗教行事や地域産品としてのどぶろくを製造する地域は日本各地に存在する。このようなどぶろく作りでは、大分県杵築市の白鬚田原神社のように古くから国税庁の許可を受けて作られていたものもあった。2002年の行政構造改革によって、地域振興の観点から構造改革特別区域が設けられ、同特別区内でのどぶろく製造と、飲食店や民宿等でその場で消費される場合に限った販売が許可されるようになった。通称「どぶろく特区」と呼ばれる。同特別区外へ持ち出すことになる「みやげ物としての販売」に関しては、酒税法が適用されるため、酒類販売の許可および納税が必要となる。また、実際には酒税法にて最低醸造量として定められている年間6キロリットル（一升瓶にして約3,326本）という制限を撤廃したのみで、アルコール度数の検査等々、酒税法に記される検査はあまり変わっておらず、自家醸造の自由化とは程遠い内容ともいわれる。
なお、どぶろく特区となっている地域は、主に祭など行事での使用目的で製造する地域と、山形県飯豊町のように特定の箇所で常飲する地域に大別できると考えられるが、どちらも最大の目的は地域振興である。
どぶろく特区一覧
- 北海道 - しんしのつどぶろく特区、長沼町グリーン・ツーリズム特区
- 青森県 - 東通村ふるさと再生特区、白神のふもとどぶろく特区
- 岩手県 - 一関市どぶろく特区、平泉町どぶろく特区、奥州市米文化伝承どぶろく特区、軽米町ミレットアグリ文化再生特区、和賀山塊湯の里どぶろく特区、遠野市日本のふるさと再生特区、しずくいし・元気な農業・農村いきいき特区、浄法寺ふるさと再生特区、あしろふるさと再生特区
- 宮城県 - 大河原町観光活性化どぶろく特区、南三陸型グリーン・ツーリズム特区、鳴子温泉郷ツーリズム特区
- 秋田県 - 男鹿なまはげどぶろく特区、大館どぶろく地域活性化特区、能代里山どぶろく特区、にかほ市どぶろく特区、果実酒・どぶろくの地かづの創造特区、秀峰鳥海どぶろく特区、仙北市おばこの里どぶろく特区、八郎潟どぶろく特区、白神の里八峰どぶろく特区、能代里山どぶろく特区、阿仁マタギ特区、発酵に生きる－横手Deux Broque特区
- 山形県 - 山辺の里湧水どぶろく特区、酒田どぶろく特区、高原再生特区、最上の宝を活かした100万人交流のまちづくり特区、雪国再生特区、ふながた自然・田舎まるごと体験ふれあい特区、まつり交流特区、東洋のアルカディア郷再生特区
- 福島県 - 会津若松市「来てみらんしょ、呑んでみらんしょ」どぶろく特区、郡山市湖南どぶろく特区、奥会津金山谷どぶろく特区、ゆう・ゆうライフ川俣町どぶろく特区、ふるさと南郷再生特区、緑と水と心のふるさと特区、大いなる田舎・までいライフいいたて推進特区
- 茨城県 - 都心の身近なふるさと古河・どぶろく特区、北茨城市農山漁村交流促進特区
- 群馬県 - 谷川連峰・みなかみ町どぶろく特区、尾瀬の郷・片品村どぶろく特区
- 千葉県 - たかべのふるさとどぶろく特区、御宿町・布施村街道里山活性化どぶろく特区
- 新潟県 - 長岡市どぶろく特区、関川村どぶろく特区、佐渡トキめきアルコール特区、名水の郷 津南どぶろく特区、村上市どぶろく特区、佐渡トキめき濁酒特区、阿賀町活性化どぶろく特区、おぢや農都共生特区、湯沢温泉どぶろく特区、朝日村活性化特区、越後里山活性化特区、魚沼市入広瀬区域さんさい共和国再生特区、じょんのび高柳活性化特区、魅力ある山北町再生特区
- 富山県 - なんと活性化どぶろく特区、氷見振舞酒特区
- 石川県 - 羽咋のご利益ー御神酒（濁酒）特区、白山・鶴来ツーリズム創造特区
- 山梨県 - つるアグリビジネス推進特区
- 長野県 - 元気な生坂村 どぶろく特区、椋文学の里たかぎどぶろく特区、木曽地域どぶろく特区、緑と清流の郷豊丘村どぶろくの里特区、小谷杜氏の郷特区、白馬村どぶろく特区、「水清らかな美しいまち飯田」計画、大町市どぶろく特区、湯の郷・野沢温泉どぶろく特区、青木村都市農村交流特区、秘境の里・秋山郷どぶろく特区、南信州グリーン・ツーリズム特区
- 岐阜県 - 滝の町 飛騨小坂どぶろく特区、古今伝授の里やまと 食・文化再生特区、臥龍桜の里・一之宮どぶろく特区、高山市荘川ふるさと再生特区
- 静岡県 - 富士山すその湧水 どぶろく・リキュール特区
- 三重県 - 熊野市どぶろく・果実酒・リキュール特区
- 京都府 - 日本の原風景 ふるさと南丹どぶろく特区、ふるさと舞鶴 どぶろく特区、京丹後のおいしい水と米でつくる どぶろく特区、酒呑童子の里大江どぶろく特区、京都市左京区北部山間地域 （久多、広河原、花脊、別所、大原百井の5集落）
- 大阪府 - 高槻・とかいなか創生特区
- 兵庫県 - 朝来市どぶろく特区、南あわじ市どぶろく特区、加西市農村地域活性化特区、養父市どぶろく村特区、丹波市農村いきいき活性化計画、丹波ささやまふるさと遊農・楽農特区、グリーンツーリズム特区
- 鳥取県 - 鳥取市五しの里さじどぶろく特区、ほうき農村交流どぶろく特区
- 島根県 - 邑南町どぶろく特区、生命地域・飯南町 どぶろく・果実酒特区、大田市どぶろく特区、美のさと・美郷 ～潤いのどぶろく特区～、日登の郷どぶろく特区、ふるさとはまだ果実酒・ふるさと弥栄どぶろく特区
- 岡山県 - うまし国濁酒特区、美作の国・賑わいのある田園都市特区
- 広島県 - 備後国大田庄 果実酒・どぶろく特区、「神楽」と「どぶろく」「荒廃耕地」など中山間地ならではの地域資源を活用し北広島町に元気な世代（アクティブシニア）が集まる集客交流サービス事業の創出、北広島やまなみどぶろく特区
- 山口県 - 古代の歴史ロマン薫る米どころ 田布施どぶろく特区、ホタルといで湯の里どぶろく特区
- 徳島県 - 上勝町まるごとエコツー特区
- 香川県 - 結願の里多和どぶろく特区
- 愛媛県 - 【奥四万十きほく】どぶろく・リキュール特区、“牛鬼の里うわじま”どぶろく特区、“とうおんブランド”どぶろく・果実酒・リキュール特区、“内子ツーリズム”どぶろく特区
- 高知県 - 香南市どぶろく・リキュール特区、「高知県津野町」どぶろく・果実酒特区、南国・土佐のまほろば どぶろく・リキュール特区、四万十町どぶろく特区、高知・本山どぶろく・果実酒特区、大豊米どぶろく特区、高知市濁酒特区、宿毛市濁酒特区、三原村濁酒特区、四万十グリーンツーリズム特区
- 佐賀県 - 佐賀市ふるさと再見特区、鹿島市どぶろく特区
- 長崎県 - 南島原どぶろく特区
- 熊本県 - 阿蘇カルデラツーリズム推進特区、三加和8つの里グリーンツーリズム特区、多良木町どぶろく特区
- 大分県 - 竹田名水どぶろく特区、奥豊後竹田・醸造文化の里特区、あらかしの郷「ゆふどぶろく特区」、やまくにどぶろく特区
- 宮崎県 - 神話・伝説のふるさとツーリズム特区、神原邑（かみはらむら）くにとみどぶろく特区、名水のまちワイン・どぶろくづくり特区、門川どぶろく特区、三股町

### 全国どぶろく研究大会
全国の特定酒類の製造者及び関係者等が一堂に会する。各特区認定地区の特定酒類製造の状況、活用方法、地域への波及効果等について意見・情報交換を行い相互の理解を深め、都市と農山漁村の交流を活発にすると共に更なる地域の活発化を図るために、2006年（平成18年）から毎年一回開催されている。
また、第2回大会からどぶろくコンテストも同時開催され、濃醇の部、淡麗の部にて審査表彰されている。
- 第1回（2006年） 岩手県遠野市
- 第2回（2007年） 岩手県雫石町
- 第3回（2008年） 岩手県二戸市
- 第4回（2009年） 山形県飯豊町
- 第5回（2010年） 山形県舟形町
- 第6回（2011年） 岩手県遠野市
- 第7回（2012年） 愛媛県東温市
- 第8回（2013年）鳥取県伯耆町
- 第9回（2014年）秋田県北秋田市
- 第10回（2015年）兵庫県新温泉町
- 第11回（2016年）新潟県上越市
- 第12回（2017年）長崎県南島原市
- 第13回（2019年）岩手県遠野市
- 第14回（2019年）岐阜県郡上市
- 第15回（2022年）愛知県大府市
- 第16回（2023年）秋田県北秋田市
- 第17回（2024年）石川県中能登町（震災により2026年1月に延期）

### 日本のどぶろく祭
- 長草天神社
  - 愛知県大府市
  - 2月25日の直前日曜日
- 御座石神社
  - 長野県茅野市
  - 4月27日
- 飛騨一宮水無神社
  - 岐阜県高山市
  - 5月1日 - 2日
- 田出宇賀神社・熊野神社（合同祭）
  - 福島県南会津町 - 日本三大祇園祭の一つ「会津田島祇園祭」（別名どぶろく祭り）
  - 7月22日 - 24日
- 平瀬八幡神社
  - 岐阜県白川村
  - 9月25日 - 26日
- 佐香神社
  - 島根県出雲市
  - 10月13日
- 白川八幡神社
  - 岐阜県白川村
  - 10月14日 - 15日
- 鳩谷八幡神社
  - 岐阜県白川村
  - 10月16日 - 17日
- 白鬚田原神社
  - 大分県杵築市大田沓掛
  - 10月17日 - 18日
- 飯島八幡神社
  - 岐阜県白川村
  - 10月18日 - 19日
- 春日神社（青沼どぶろく祭）
  - 茨城県行方市
  - 11月23日
- 大森神社
  - 三重県熊野市
  - 11月23日
- 小網神社
  - 東京都中央区日本橋
  - 11月28日
  - ※にごり酒で代用
- 波除稲荷神社
  - 東京都中央区築地
  - 11月23日
  - ※にごり酒で代用
- 善根寺春日神社
  - 大阪府東大阪市
  - 10月1日